# Rakovnicia antiqua
Genre
Espèce
Rakovnicia antiqua, unique représentant du genre Rakovnicia, est une espèce fossile d'araignées de la famille des Arthromygalidae.

## Distribution
Cette espèce a été découverte à Rakovník en Tchéquie. Elle date du Carbonifère.

## Publication originale
- Kušta, 1884 : Neue Arachniden aus der Steinkohlenformation von Rakonitz. Sitzungsberichte der Königlich Böhmischen Gesellschaft der Wissenschaften, Mathematisch-Naturwissenschaftliche Klasse, vol. 1884, p. 398-401 (de).